# Maurits van Oultrejordain
Maurits van Oultrejordain ook wel Maurits van Montreal (overleden na 1154) was de derde heer van Oultrejordain vanaf 1148 tot zijn dood. Maurits is vermoedelijk tussen de Eerste Kruistocht en de Kruisvaart van 1101 naar het Heilige land gekomen.
Na de dood van zijn oom Pagan (de Butler) erfde Maurits het leenschap van Oultrejordain (Ned; Transjordanië). Voor en na de dood van zijn oom bleef het kasteel Montreal zijn residentie, mogelijk vond hij de burcht Kerak minder aantrekkelijk om te verblijven, daarom werd hij ook wel Maurits van Montreal genoemd.
In een charter uit 1152 doneert Maurits grondgebied aan de Hospitaler orde. In 1153 nam Maurits deel als vazal van Boudewijn III van Jeruzalem aan het Beleg van Ascalon. Na de dood van Maurits viel het leenschap terug aan het koninklijk domein, echter had Maurits een dochter en erfgenaam, Isabella, maar het is nog niet helemaal duidelijk waarom zij het pas terug kreeg toen ze met Filips van Milly huwde rond 1160.